# ディアンヌ・チャンドラー
ディアンヌ・チャンドラー Dianne Chandler（オークパーク (イリノイ州) 出身、1946年12月31日 - ）は、アメリカ合衆国のモデル。彼女は米PLAYBOY誌・1966年9月号のプレイメイトで、プレイボーイ・バニーでもあった。彼女の中央見開き折込ページ（センターフォールド）は、ポンペオ・ポザール (Pompeo Posar) によって撮影された。

## 経歴
ディアンヌが6歳の時、彼女の両親は離婚した。ディアンヌが8歳を過ぎる頃には、彼女は非常に信心深い母親には手に負えなくなった。そして彼女はアーカンソー州に住む、母方の祖父母のもとに預けられた。
16歳の時、彼女はハイスクールに通うためにシカゴに戻った。この頃、彼女は性的な初経験をした。イリノイ大学アーバナ・シャンペーン校の下級生であった時、ディアンヌは初めて、シカゴの伝説的なプレイボーイクラブのバニーとして働き始めたが、直ぐに雑誌のカメラマンの目にとまった。雑誌出演の後、ディアンヌはモデル・スポークスマンとして非常に売れっ子となり、しばらく大学を休学しなければならなかった。
その後も、彼女はシカゴ地区でいろいろな出演や行事でPLAYBOYと関わり続けた。（2008年）現在、ディアンヌはアトランタ地区に住んでおり、今でも可能な場合はPLAYBOY関連の行事に出席している。彼女はまた、Adult Video NewsにDVDの評論も書いている。